# خيره بولي
خيره بولي (بالتركية: Hayrabolu)‏ هي بلدة ومُديريَّة تقع في ولاية تكرطاغ بتركيا. تصل مساحتها إلى 1036.9 كم²، وترتفع عن سطح البحر حوالي 81 م.